# Werner Kissling

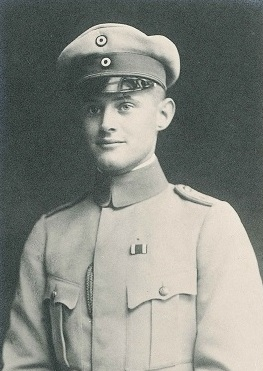
Werner Kissling (1914)

Werner Kissling eigentlich Werner Friedrich Theodor Kissling (oder Kißling * 11. April 1895 Heizendorf bei Breslau; † 3. Februar 1988 in Dumfries, Schottland) war ein deutscher Fotograf, Filmemacher und Emigrant, der während des Zweiten Weltkriegs in Großbritannien lebte.
Mit seiner Mutter bereiste er als 10-Jähriger die Hebriden und St. Kilda. In Berlin und Königsberg studierte er Jura. Er war Mitglied der deutschen Delegation beim Völkerbund und hielt sich als Diplomat des deutschen Reiches längere Zeit in Spanien, Ungarn, in der Schweiz und in England auf.
Nach mehreren Besuchen auf den schottischen Inseln gab Kissling 1933 die Sicherheit einer diplomatischen Karriere auf und widmete sich der Fotografie, der Filmkunst und der Anthropologie. Er hielt sich 1934 für einige Wochen auf der damals relativ unbekannten Hebrideninsel Eriskay auf und beschrieb sie in seinem Notizbuch und mit seinen Kameras. Sein 19 Minuten dauernder Tonfilm Eriskay – A Poem of Remote Lives  gilt als bedeutendes Dokument der Filmgeschichte, der neben einem weiteren Klassiker des frühen schottischen Kinos: The Rugged Island - A Shetland Lyric steht, den Jenny Gilbertson (Brown) (1902–1990), 1933 auf den Shetlands drehte.
Nach Beendigung der Dreharbeiten kehrte Kissling nach London zurück. Er unterhielt gute Beziehungen zur Königlichen Geographischen Gesellschaft, zur University of Cambridge sowie zur englischen Oberschicht. Unter der Protektion des Prince of Wales, des späteren Königs Edward VIII., hatte sein Film am 30. April 1935 Premiere. Der Vorstellung wohnten unter anderem der Marquis von Londonderry, der Premierminister Ramsay MacDonald und der Herzog und die Herzogin von York bei. Die Einnahmen wurden zur Finanzierung der ersten Straße auf Eriskay verwendet. Kissling kam noch oft nach Eriskay und setzte sich für die Interessen der Inselbewohner ein, so u. a. für die Erweiterung des Straßennetzes und die Verbesserung der Wasserversorgung. Eine auf seine Initiative erbaute Straße heißt heute auf Gälisch Rathad Kissling („Kissling-Straße“).
1938 machte Kissling eine ethnographische Reise nach Neuseeland, wo er die traditionellen Fähigkeiten der Maori fotografierte. Als er 1939 nach Großbritannien zurückkehrte, wurde kurz darauf als Enemy Alien im Tower of London interniert. Schließlich wurde ihm im größten britischen Internierungslager auf der Isle of Man eine Stelle als Sozialarbeiter für die Internierte übertragen. Er wurde 1942 freigelassen und kehrte nach Cambridge zurück, um seine ethnographischen Arbeit fortzusetzen.
Werner Kissling starb verarmt, am 3. Februar 1988 im Moorheads Nursing Home in Dumfries. Er hinterließ eine der umfangreichsten fotografischen Aufzeichnungen der schottischen Hebriden. Im Dumfries Museum befindet sich das Archiv von Werner Kissling.